# Купферон
Купферон (амонієва сіль N-нітрозофенілгідроксиламіну) — органічна речовина, що використовується в аналітичній хімії.

## Фізичні та хімічні властивості

Будова комплексу заліза (III) купферону.

Купферон являє собою безбарвні або буро-жовті кристали, добре розчинні у воді, етанолі, діетиловому ефірі та бензолі і темніють при зберіганні. При нагріванні купферон розкладається із виділенням нітробензолу.
Купферон отримують з фенілгідроксиламіну та джерела NO+:
C6H5NHOH + C4H9ONO + NH3 → NH4[C6H5N(O)NO] + C4H9OH